# Justus Fischer
Justus Fischer (Hannover, 6 de febrero del 2003) es un jugador de balonmano alemán que juega de pívot en el TSV Hannover-Burgdorf. Es internacional con la selección de balonmano de Alemania.
Su primer gran campeonato con la selección fue el Campeonato Europeo de Balonmano Masculino de 2024.

## Palmarés

### Selección nacional
| Juegos Olímpicos | Juegos Olímpicos | Juegos Olímpicos | Juegos Olímpicos |
| Año              | Lugar            | Medalla          |                  |
| ---------------- | ---------------- | ---------------- | ---------------- |
| 2024             | París            | Medalla de plata |                  |

### Consideraciones individuales
- Mejor pívot del Campeonato Mundial de Balonmano Masculino Junior de 2023[3]

## Clubes
| Club                  | País     | Año       |
| --------------------- | -------- | --------- |
| TSV Hannover-Burgdorf | Alemania | 2020-Act. |